# Унье

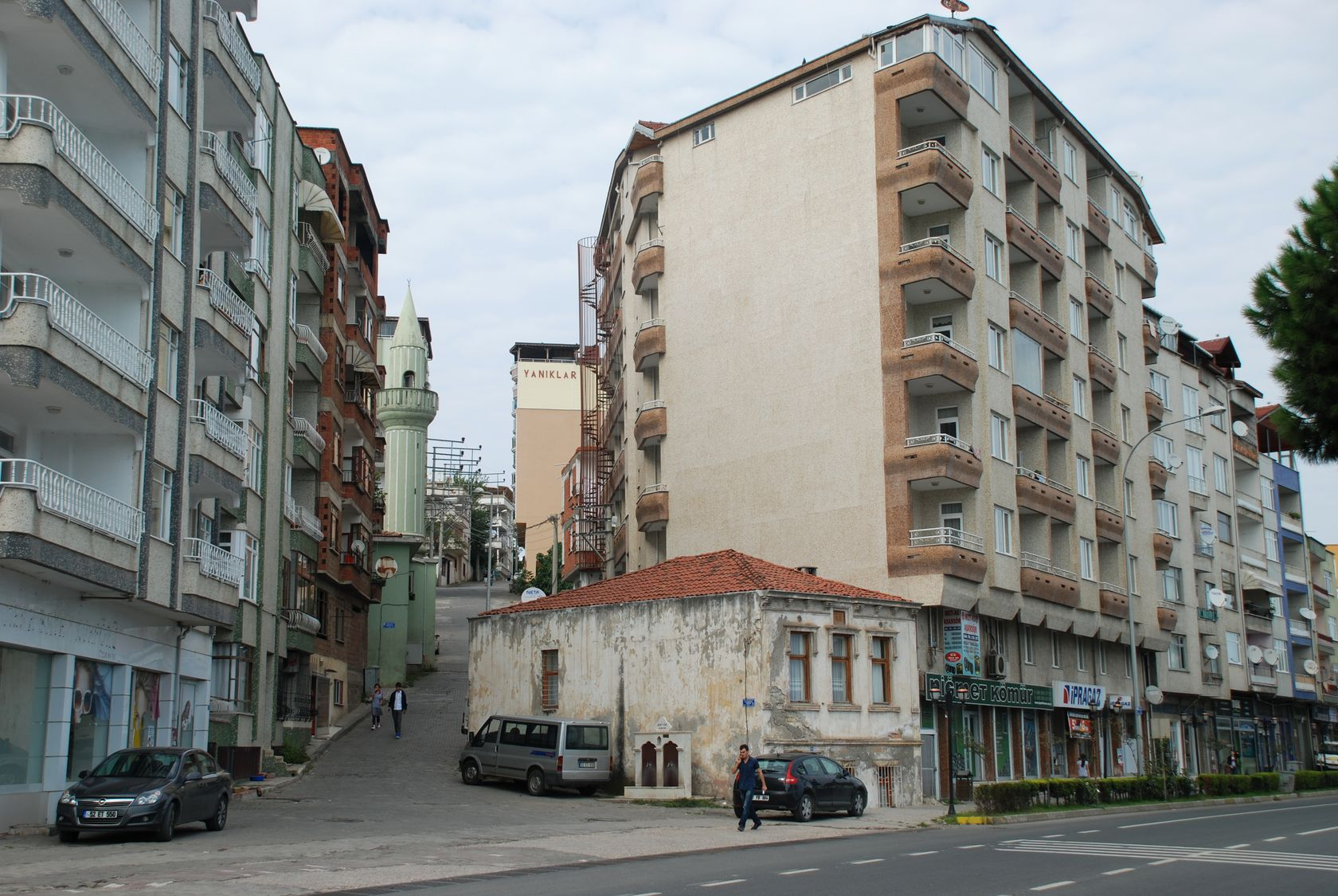
A street in Ünye city center

Унье (тур. Ünye) — маленький город в иле Орду Турции, расположенный на берегу естественной бухты, в 27 км севернее города Фатсы.

## История
В 1912 г. в городе и районе проживали: мусульмане — 50 083 чел., греки — 7 552 чел.
Население было занято в основном выращиванием и торговлей фундука.

## Этимология названия
Название Унье (Ünye) происходит от греческого Инои (греч. Οινόη), то есть винный.